# Herb obwodu iwanofrankiwskiego

Herb obwodu iwanofrankiwskiego

Herb obwodu iwanofrankiwskiego przedstawia w polu srebrnym czarną kawkę z rozpostartymi skrzydłami w koronie złotej.
Herb przyjęty został  26 lipca 2001 roku i jest podobny do herbu Halicza i ziemi halickiej znanego od XV wieku.